# Гарольд Ділос Бебкок
Гарольд Ділос Бебкок (англ. Harold Delos Babcock; 24 січня 1882 — 8 квітня 1968) — американський астроном, член Національної АН США (1933).

## Біографічні відомості
Родився в Еджертоні (штат Вісконсин). У 1907 році закінчив Каліфорнійський університет, Берклі. У 1905—1906 роках працював у цьому університеті, в 1906—1908 роках — в Бюро стандартів, упродовж 1909—1948 років — в обсерваторії Маунт-Вілсон.
Основні наукові роботи присвячені сонячним і пов'язаним з ними лабораторним дослідженням. У фізичній лабораторії обсерваторії Маунт-Вілсон виконав ряд робіт з ефекту Зеємана у зв'язку з вивченням магнітного поля Сонця, інтерферометрічним методом отримав дуже точні довжини хвиль багатьох ліній, що служили стандартами при вимірюваннях сонячного спектру. У 1928 році опублікував фундаментальні таблиці ліній сонячного спектру, що з'явилися продовженням відомих таблиць Г. Роуланда в ультрафіолетовій та інфрачервоній області спектру (до 2935 і 13 495 Ǻ), ототожнив нові лінії і виправив багато ототожнень Роуланда. Разом з Г. В. Бебкоком удосконалив методику вимірювання магнітного поля Сонця. У 1952 вони створили магнітограф — прилад, що вимірює з точністю до 1 Гс магнітне поле по всьому диску Сонця шляхом його сканування з високим просторовим розділенням. Дуже точно визначив довжини хвиль ліній випромінювання нічного неба; проведені ним вимірювання смуг молекул кисню дозволили В. Ф. Жиоку і Г. Л. Джонстону відкрити рідкісні ізотопи кисню 17O і 18O. Виготовив разом з Г. В. Бебкоком дифракційні ґрати великих розмірів і високої якості. Цими ґратами оснащені спектрографи куде 100- і 200-дюймових телескопів обсерваторій Маунт-Вілсон і Маунт-Паломар.
Премія Американської асоціації сприяння розвитку науки (1929), медаль Кетрін Брюс Тихоокеанського астрономічного товариства (1953).